# Kaligung
Kaligung is een bestuurslaag in het regentschap Banyuwangi van de provincie Oost-Java, Indonesië. Kaligung telt 4102 inwoners (volkstelling 2010).